# Budzów (Petite-Pologne)
Pour les articles homonymes, voir Budzów.
Budzów est une localité polonaise, siège de la gmina de Budzów, située dans le powiat de Sucha en voïvodie de Petite-Pologne.